# Tana (rivier)

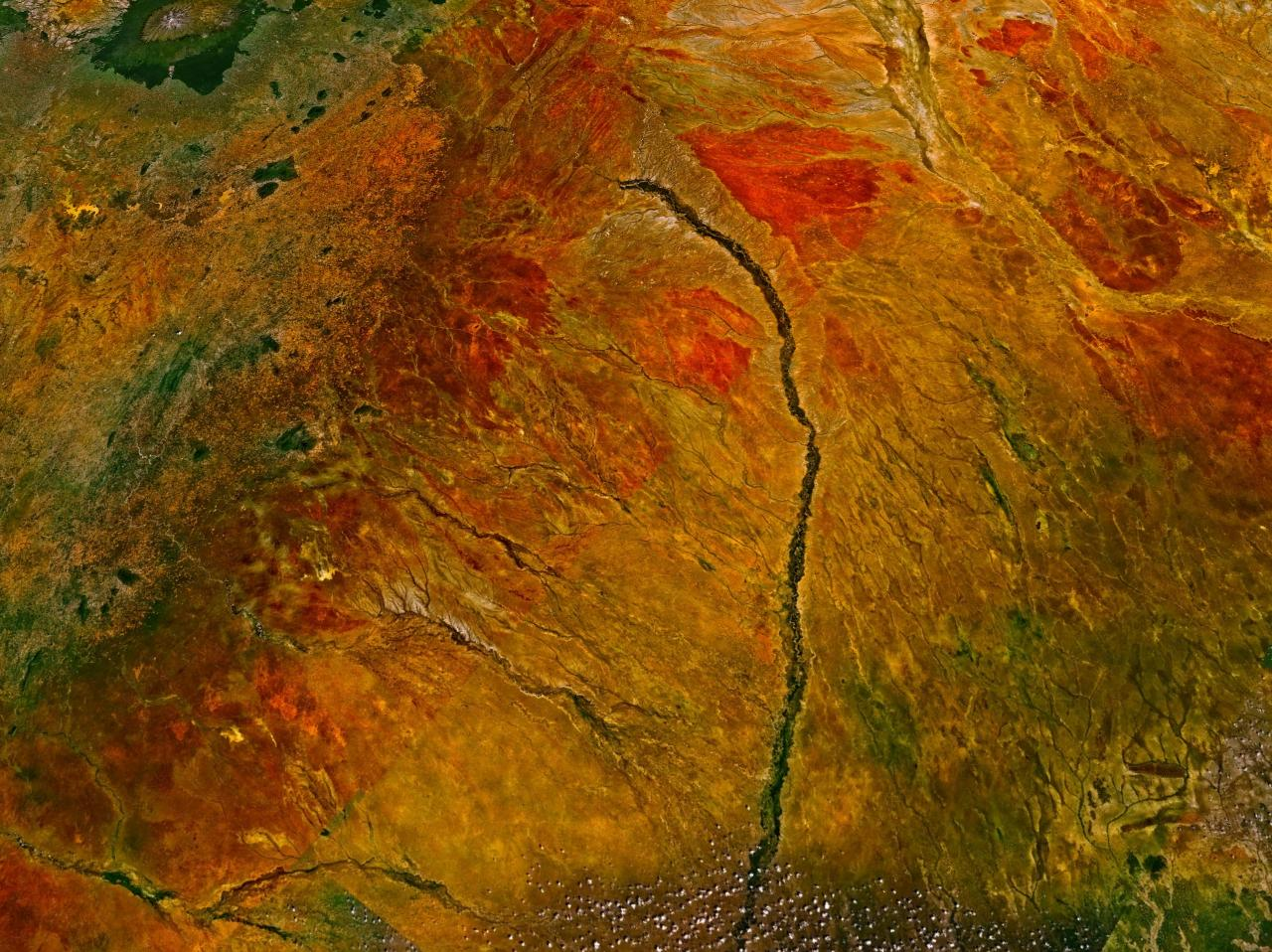
Satellietfoto

De Tana is een rivier in Kenia die uitmondt in de Indische Oceaan. De lengte is ongeveer 800 km.
- Library of Congress Control Number: n2017230898
- Virtual International Authority File: 315132254